# Галиев, Равиль Анварович
Равиль Анварович Галиев (род. 1 января 1963) — советский футболист, защитник.
Начинал играть в команде шахты «Октябрьская» в первой группе чемпионата Кемеровской области в 1987 году, затем выступал в командах второй лиги первенства СССР «Прогресс» Бийск (1988—1989), «Металлург» Новокузнецк (1989—1991), «Экибастузец» Экибастуз (1991). За «Экибастузец» сыграл неполных три матча в чемпионате Казахстана и один — в Кубке страны в марте — апреле 1992 года. Больше на профессиональном уровне не выступал. Игрок команды «Бия» Бийск в ветеранских турнирах.